# Боргата Оливеро е Боргата Бруна (Кунео)
Боргата Оливеро е Боргата Бруна је насеље у Италији у округу Кунео, региону Пијемонт.
Према процени из 2011. у насељу је живело 2 становника. Насеље се налази на надморској висини од 810 м.